# Campeonato Panamericano de Béisbol Sub-10 de 2005
El Campeonato Panamericano de Béisbol Sub-10 de 2005 con categoría Infantil A, se disputó en La Habana, Cuba del 12 al 23 de agosto de 2005. El oro se lo llevó Cuba por segunda vez.

## Equipos participantes
- Aruba
- Brasil
- Cuba
- Ecuador
- Guatemala
- Honduras
- México
- Panamá
- Puerto Rico
- República Dominicana
- Venezuela

## Resultados
| Posición | Selección            |
| -------- | -------------------- |
|          | Cuba                 |
|          | Venezuela            |
|          | República Dominicana |
| 4°       | Panamá               |
| 5°       | Brasil               |
| 6°       | México               |
| 7°       | Puerto Rico          |
| 8°       | Aruba                |
| 9°       | Guatemala            |
| 10°      | Honduras             |
| 11°      | Ecuador              |